# Paul Esparbès
Paul Louis Esparbès (eigentlich Jean-Paul Esparbès; * 19. April 1896 in Neuilly-sur-Seine; † 27. April 1934 in Paris) war ein französischer Mittelstreckenläufer, der sich auf die 800-Meter-Distanz spezialisiert hatte.
Bei den Olympischen Spielen 1920 in Antwerpen wurde er Achter.
1920 wurde er Französischer Meister. Seine persönliche Bestzeit von 1:56,8 min stellte er am 4. Juli 1920 in Colombes auf.